# In the Shadow of the Cypress
In the Shadow of the Cypress é um curta-metragem de animação iraniano de 2023, dirigido e escrito por Hossein Molayemi e Shirin Sohani. Em 23 de janeiro de 2025, o filme também foi indicado ao 97º Oscar na categoria melhor curta-metragem de animação, ganhando o prêmio.

## Enredo
Um conto sem diálogos sobre um capitão que vive uma vida difícil e deseja ser pai um dia, sofrendo de transtorno de estresse pós-traumático.

## Prêmios e indicações
In the Shadow of the Cypress foi selecionado para vários festivais de cinema, e foi indicado para melhor curta-metragem de animação no 97º Oscar.
| Premiação | Data de cerimônia  | Categoria                         | Recipiente(s)                | Resultado | Ref.         |
| --------- | ------------------ | --------------------------------- | ---------------------------- | --------- | ------------ |
| Oscar     | 2 de março de 2025 | Melhor curta-metragem de animação | In the Shadow of the Cypress | Venceu    | [ 9 ] [ 10 ] |